# Skagerrak
El estrecho de Skagerrak (en español áurico, y actualmente en desuso, Escagerraque) es un amplio estrecho marino que separa el sur de la península escandinava (Noruega) de la península de Jutlandia (Dinamarca), conectando a su través —y del Kattegat, a continuación, más al sudeste— el mar del Norte y el mar Báltico.
Tiene una longitud de 240 km y unos 80-90 km de anchura. Es más profundo hacia la costa noruega, alcanzando 725 m, muy superior a la profundidad media del mar del Norte. 
La Organización Hidrográfica Internacional, máxima autoridad internacional en materia de delimitación de mares, considera el Skagerrak como uno de sus mares. En su publicación de referencia mundial, «Limits of oceans and seas» (Límites de océanos y mares, 3.ª edición de 1953), le asigna el número de identificación 3 y lo define de la forma siguiente:

En el Oeste, una línea que une Hanstholm (57º07'N, 8º36'E) y el Naze (Lindesnes, 58ºN7º E).
En el Sudeste, el límite norte del Kattegat. [Una línea que une Skagen (Skaw, punta norte de Dinamarca) y Paternoster Skaer (57º54'N, 11º27'E) y desde allí en dirección noreste a través de los bajíos de isla Tjörn].
On the West, A line joining Hanstholm (57º07'N, 8º36'E) and the Naze (Lindesnes, 58ºN7ºE).
On the Southeast, The northern limits of the Kattegat. [A line Joining Skagen (The Skaw, North Point of Denmark) and Paternoster Skaer (57º54'N, 11º27'E) and thence Northeastward trought the shoals to Tjörn Island.]
Limits of oceans and seas, pág. 5.

## Hidrografía
La superficie del Skagerrak es de 33 400 km², el volumen es de 7 280 km³ y la profundidad media es de 218 metros.
La mayor profundidad se encuentra en la Fosa de Noruega frente al extremo sur de Noruega, a poco más de 700 metros. El Canal de Noruega es un canal profundo que conecta el Skagerrak con aguas más profundas del Océano Atlántico. El umbral de profundidad en el Mar de Noruega es de unos 270 metros. El Canal de Noruega está conectado con la parte septentrional del canal profundo que recorre la costa occidental desde la frontera noruega a través del Kosterfjorden (profundidad máxima de 250 metros) y el Väderöfjorden. El canal también puede verse en el Kattegat, frente a la costa de Halland.
En el Skagerrak hay tres corrientes oceánicas principales:
- Corriente Báltica
- Corriente de Jutlandia
- Corriente costera noruega (también puede verse como una extensión de la corriente del Báltico).

La Corriente del Báltico lleva las aguas del mar Báltico hacia el exterior a través del Sund y los Belts, por el Kattegat y hacia el Skagerrak. Como todas las corrientes oceánicas, esta corriente está influenciada por una amplia gama de factores externos, entre ellos el viento. Suele fluir hacia el norte a lo largo de la costa occidental de Suecia. Cuando el agua del Mar Báltico inicia su viaje hacia el norte a través de los estrechos y cinturones, la salinidad es de unas 8 partes por mil. La mezcla con las aguas más saladas del Kattegat y el Skagerrak aumenta la salinidad, de modo que cuando pasa por Vinga, frente a Gotemburgo, la salinidad puede haber aumentado hasta algo más de 20 partes por mil. Durante el viaje a través del Skagerrak, se produce una nueva mezcla con el agua más salada del Mar del Norte. La corriente del Báltico, menos salada, fluye sobre las aguas del Kattegat y el Skagerrak, mucho más saladas. El espesor de la corriente del Báltico frente a la costa sueca puede ser a menudo de unos 15 metros. En condiciones especiales, como periodos prolongados de vientos de levante, la corriente del Báltico puede extenderse por amplias zonas del Kattegat y el Skagerrak. La corriente es más rápida a unas pocas millas náuticas de la costa sueca, a veces hasta 1 o 2 nudos.
La corriente de Jutlandia fluye a lo largo de la costa occidental de Jutlandia, rodeando Skagen y luego es dirigida por los vientos hacia el Kattegat o hacia toda la costa sueca hasta el Väderöarna. Las corrientes de Jutlandia transportan agua con alta salinidad (a menudo más de 30 promille) desde el Mar del Norte hacia el Skagerrak y el Kattegat. La velocidad de la corriente de Jutlandia puede alcanzar entre 2 y 3 nudos.
La corriente costera noruega capta el agua de la corriente del Báltico y de la corriente de Jutlandia y la transporta a lo largo de la Sorelandia noruega y a lo largo de la costa occidental de Noruega hasta el océano Atlántico. En el extremo sur de Noruega, la corriente puede alcanzar velocidades de más de 3 nudos.

## Biología
El Skagerrak es el hábitat de unas 2.000 especies marinas, muchas de ellas adaptadas a sus aguas. Por ejemplo, una variedad de bacalao del Atlántico llamada bacalao del Skagerrak desova en la costa noruega. Los huevos son flotantes y las crías se alimentan de zooplancton. Los juveniles se hunden en el fondo donde tienen un ciclo de maduración más corto (2 años). No migran, sino que permanecen en los fiordos noruegos.
La variedad de hábitats y el gran volumen de plancton en la superficie sustentan una prolífica vida marina. La energía se desplaza de arriba abajo según la escalera de migraciones de Vinogradov; es decir, algunas especies son bentónicas y otras pelágicas, pero existen capas marinas escalonadas dentro de las cuales las especies se desplazan verticalmente durante distancias cortas. Además, algunas especies son bentopelágicas, moviéndose entre la superficie y el fondo. Entre las especies bentónicas se encuentran Coryphaenoides rupestris, Argentina silus, Etmopterus spinax, Chimaera monstrosa y Glyptocephalus cynoglossus'. En la parte superior están Clupea harengus, Scomber scombrus, Sprattus sprattus. Algunas especies que se mueven entre ellas son Pandalus borealis, Sabinea sarsi, Etmopterus spinax.

### Arrecifes

Un arrecife de coral de aguas frías en Noruega.

Aparte de los arrecifes arenosos y pedregosos, en el Skagerrak crecen extensos arrecifes de coral de aguas frías, principalmente de Lophelia. El arrecife de Säcken, en la protección marina sueca del Fiordo de Koster, es un antiguo arrecife de coral de aguas frías y el único conocido del país. El arrecife de Tisler, en la protección marina noruega del Parque Nacional de Ytre Hvaler, es el mayor arrecife de coral conocido en Europa. Los arrecifes de Lophelia también están presentes en la fosa noruega y se conocen en las aguas poco profundas de muchos fiordos noruegos.
El Skagerrak también alberga una serie de raros arrecifes de burbuja; arrecifes biológicos formados en torno a filtraciones frías de desechos geológicos de carbohidratos, normalmente metano. Estos raros hábitats se conocen sobre todo en las aguas danesas del Skagerrak al oeste de Hirtshals, pero es posible que se descubran más en futuros estudios. Los arrecifes de burbujas son muy raros en Europa y sustentan un ecosistema muy variado.
Debido a los siglos de intenso tráfico internacional del Skagerrak, el fondo marino también alberga una gran cantidad de naufragios. Los naufragios en aguas poco profundas proporcionan un anclaje firme para varios corales y pólipos, y se ha descubierto que los naufragios explorados albergan corales Dedos de hombre muerto, Estrellas de mar y grandes peces lobo. Un proyecto de cartografía del fondo marino para 2020 alrededor de Jammerbugten en Skaggerak, dirigido por el explorador danés Klaus Thymann, encontró pruebas de una biodiversidad mucho mayor en una serie de hábitats del fondo marino que anteriormente se consideraban arenosos con una baja densidad de vida silvestre. Los corales "dedos de hombre muerto" se encuentran de nuevo entre las especies documentadas por primera vez en estos hábitats costeros.

## Preocupaciones medioambientales
Los científicos y las instituciones medioambientales han expresado su preocupación por la creciente presión sobre el ecosistema de Skagerrak. Esta presión ya ha tenido efectos negativos y está causada por efectos ambientales acumulativos, de los cuales las actividades humanas directas son sólo una parte del rompecabezas. Se espera que el cambio climático y la acidificación de los océanos tengan efectos cada vez mayores sobre el ecosistema de Skagerrak en el futuro.
Skagerrak y el Mar del Norte reciben importantes cantidades de materiales peligrosos y sustancias radiactivas. La mayor parte se atribuye al transporte a larga distancia desde otros países, pero no todos. Los desechos marinos también son un problema creciente. Hasta hace poco, las aguas residuales y cloacales que llegaban a Skagerrak desde los asentamientos y las industrias no se trataban en absoluto. En combinación con el lavado del exceso de nutrientes de la agricultura intensiva, esto ha provocado a menudo grandes proliferaciones de algas.

## Historia

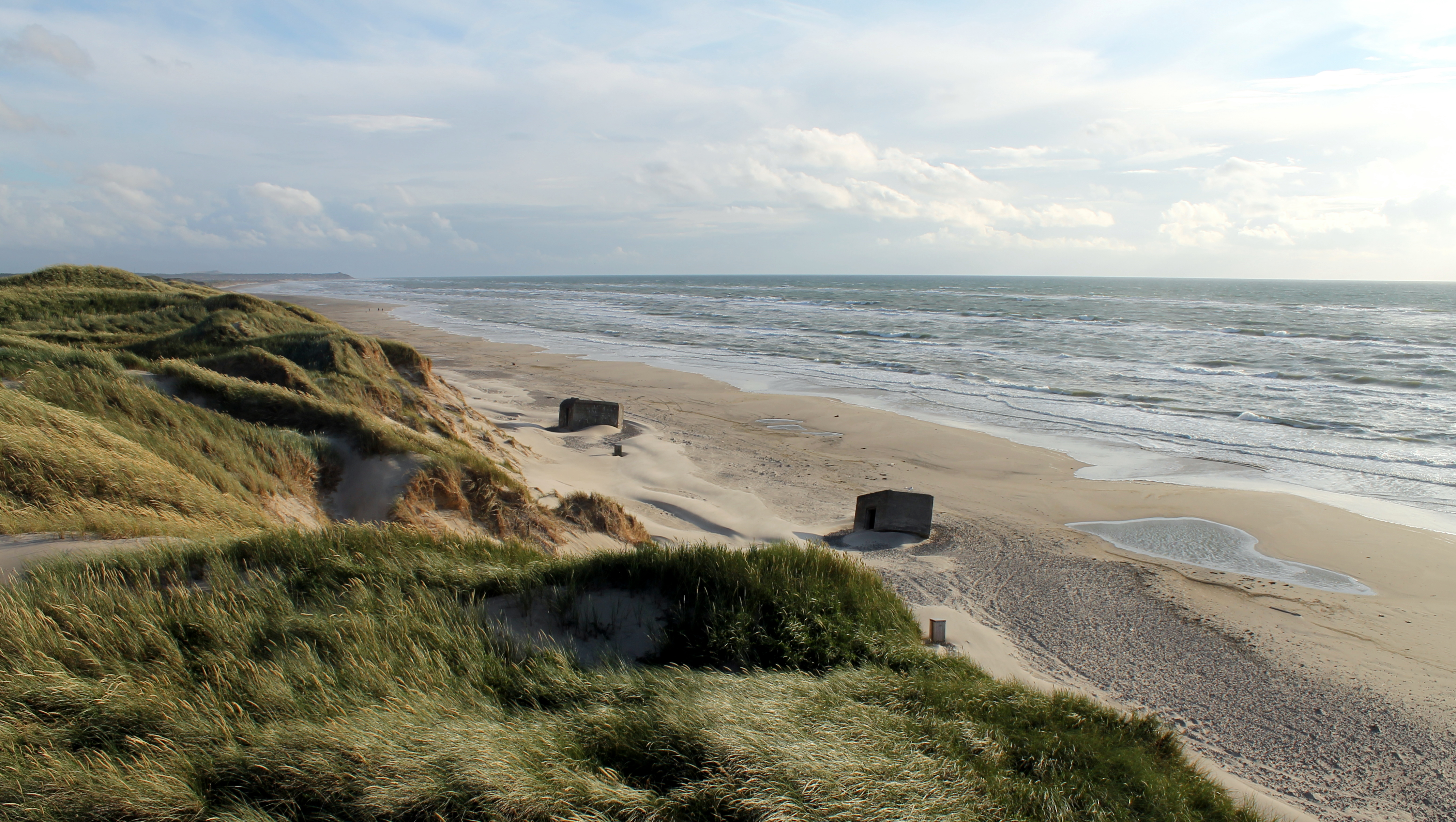
Búnkeres alemanes de la II Guerra Mundial siguen presentes en las costas de Skagerrak. (Kjærsgård Strand en Dinamarca)

Los nombres más antiguos para el conjunto de Skagerrak y Kattegat eran Mar de Noruega o Mar de Jutlandia; este último aparece en la saga Knýtlinga.
Hasta la construcción del Canal de Eider en 1784 (predecesor del Canal de Kiel), el Skagerrak era la única vía de entrada y salida del Mar Báltico. Por esta razón, el estrecho ha tenido un ajetreado tráfico internacional durante siglos. Tras la Revolución Industrial, el tráfico aumentó y hoy Skagerrak es uno de los estrechos más transitados del mundo. En 1862, se construyó en Dinamarca un atajo, el Canal de Thyborøn en el Limfjord, que atravesaba Skagerrak desde el Mar del Norte y llegaba directamente al Kattegat. Sin embargo, el Limfjord sólo admite transportes menores.
En ambas guerras mundiales, el Skagerrak fue estratégicamente muy importante para Alemania. La mayor batalla naval de la Primera Guerra Mundial, la Batalla de Jutlandia, también conocida como la Batalla del Skagerrak, tuvo lugar aquí del 31 de mayo al 1 de junio de 1916. En la Segunda Guerra Mundial, la importancia de controlar esta vía fluvial, único acceso marítimo al Báltico, fue el motivo de la Invasiones alemanas de Dinamarca y de la Noruega, así como de la construcción de las partes septentrionales del Muro Atlántico. Ambos enfrentamientos navales han contribuido al gran número de naufragios en el Skagerrak.

## Etimología
El significado de Skagerrak es probablemente canal/estrecho de Skagen. Skagen es una ciudad cerca del cabo norte de Dinamarca (el Skaw). En neerlandés, rak significa 'vía fluvial recta', como se ve en hidrónimos neerlandeses como Damrak, Gouderak, Langerak, Tuikwerderrak y Volkerak), cognado con reach. La fuente última de esta sílaba es la raíz protoindoeuropea *reg-, 'recto'. Rak significa 'recto' como en 'recto hacia adelante' en noruego y sueco modernos. Råk tanto en noruego como en sueco modernos se refiere a un canal o abertura de agua en un cuerpo de agua cubierto de hielo. No hay evidencia que sugiera una conexión con la palabra danesa moderna rak (que significa chusma o gentuza). Por lo tanto, es probable que Skagerrak fuera nombrado por navegantes neerlandeses, al igual que el Kattegat adyacente.

## Tráfico e industria

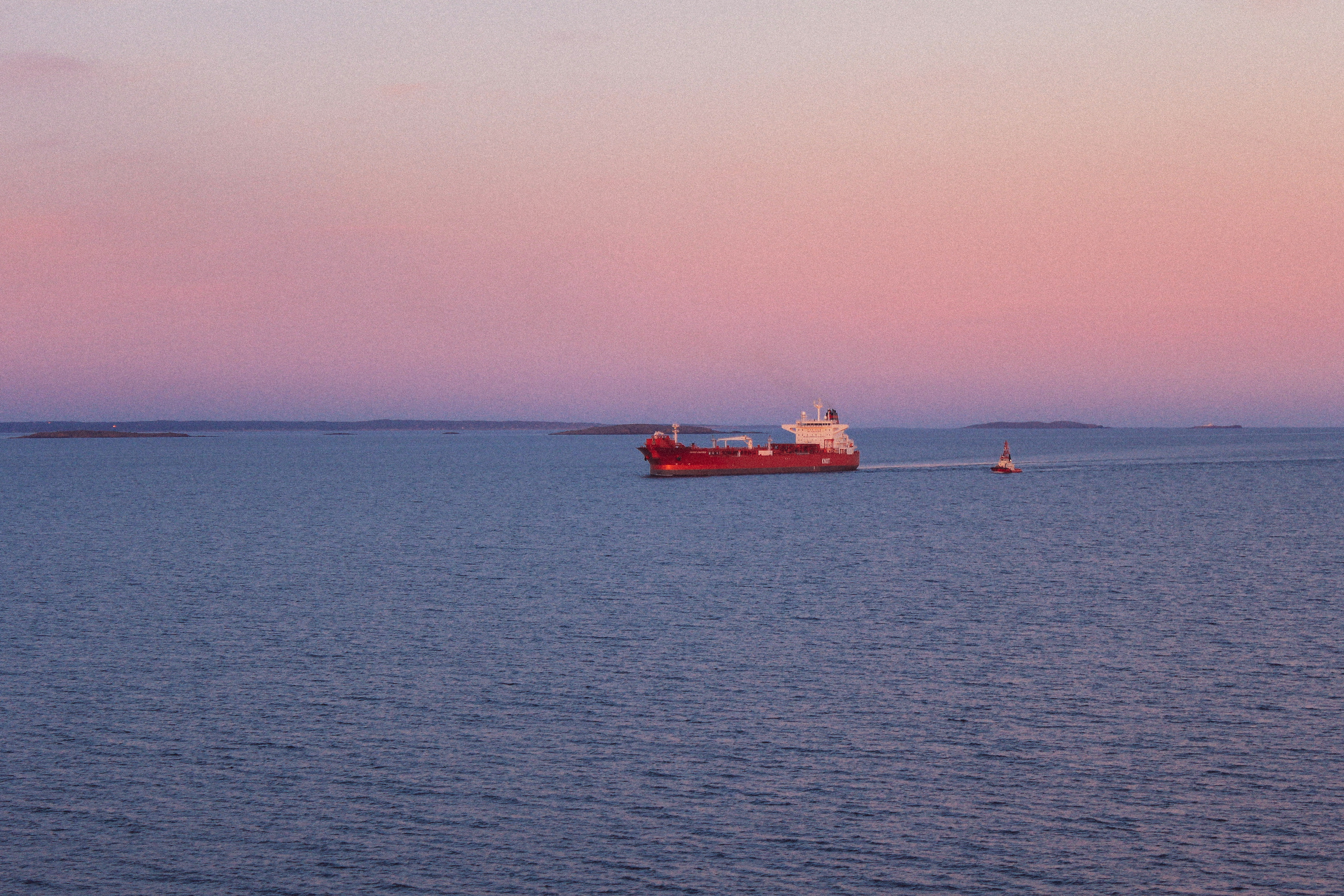
Un buque de carga en Skagerrak.

Skagerrak es una ruta marítima muy transitada, con aproximadamente 7.500 buques individuales (excluidos los pesqueros) de todo el mundo que visitaron Skagerrak solo en 2013. Los buques de carga son, con diferencia, el buque más común en Skagerrak, con aproximadamente 4.000 buques individuales en 2013, seguidos de los petroleros, que son casi la mitad de frecuentes. Si se considera en combinación con la zona del mar Báltico, en 2013 visitaron Skagerrak buques de 122 nacionalidades diferentes, la mayoría de los cuales transportaban carga o pasajeros dentro de Europa, independientemente de su estado de pabellón.
Casi todos los buques comerciales en Skagerrak son rastreados por el Sistema de Identificación Automática (AIS, Automatic Identification System).